# Bataille de Carthage (149 av. J.-C.)
Pour les articles homonymes, voir Bataille de Carthage.
Troisième guerre punique
La bataille de Carthage est le fait majeur de la troisième guerre punique, ultime conflit opposant la cité de Carthage et la République romaine. Elle consiste essentiellement en un siège débutant en 149 av. J.-C. et s'achevant au printemps 146 av. J.-C.
Les opérations se déroulent en deux parties. En 149-148, la ville, malgré son isolement, résiste à la pression militaire de Rome et connait même quelques succès tactiques. En 147-146, grâce à l'arrivée d'un nouveau chef romain, Carthage est méthodiquement investie. Prise d'assaut, la capitale punique est mise à sac puis détruite.
La victoire contre Carthage donne à Rome une nouvelle province : l'Afrique. Carthage reste en ruines plus d'un siècle avant de renaitre sous l'Empire. Quant aux historiens, ils débattent encore du comportement de Rome qui a détruit sa rivale alors qu'elle était pourtant prête à se soumettre à son autorité.

## L'ouverture du conflit: Carthage prête à se soumettre, Rome implacable

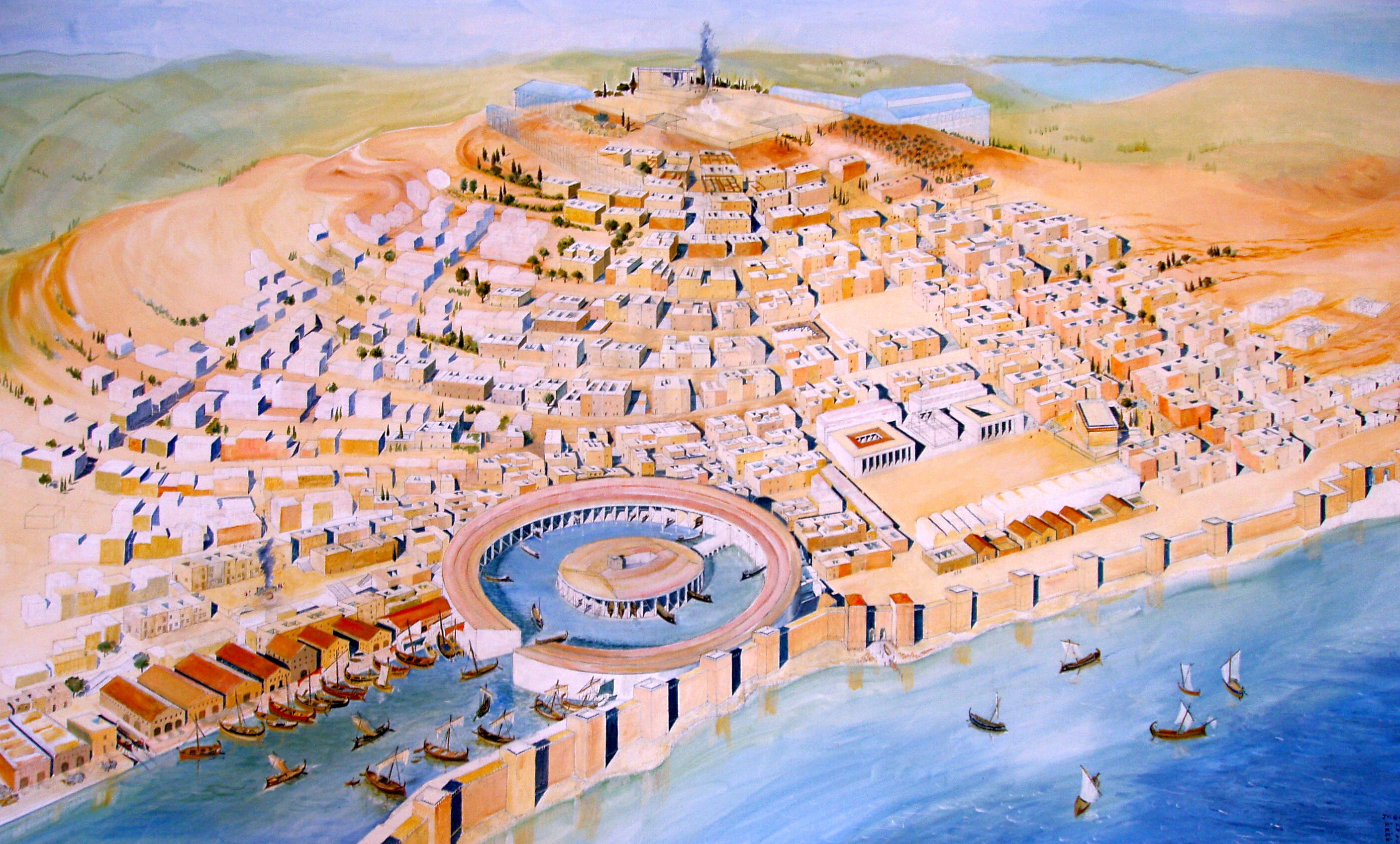
Vue d'artiste de Carthage peu avant la troisième guerre punique. La cité a retrouvé une certaine prospérité. Elle n'est cependant plus en mesure de s'opposer à Rome et se dit prête à se soumettre à son autorité.

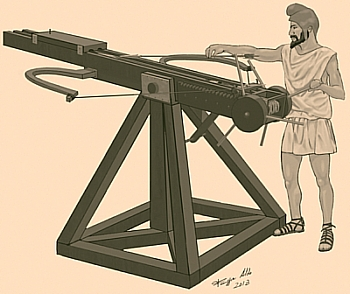
Machine de guerre carthaginoise (reconstitution). Cédant aux injonctions de Rome, Carthage commet l'erreur de livrer sa flotte et tout son matériel de guerre sans obtenir de garantie de paix, ce qui la laisse complètement à la merci de sa rivale.

En 149 av. J.-C., après plusieurs années de tension diplomatique, Rome reprend la guerre contre Carthage. Les consuls Manius Manilius et Marcius Censorinus arrivent en Sicile où ils rassemblent 80 000 hommes, soit leurs quatre légions, 4 000 cavaliers et de nombreuses troupes alliées (socii). Ils disposent aussi de 50 quinquérèmes. Carthage, qui s'est relevée de sa défaite de 202, connait une certaine prospérité et a même reconstruit son port de commerce et de guerre. Elle peut aligner plusieurs dizaines de milliers de soldats et des centaines de vaisseaux de guerre. Ses fortifications sont considérables. Pourtant, lorsqu'arrive la nouvelle de la mobilisation romaine, c'est la panique. La ville est parfaitement consciente que la puissance de Rome, sur terre comme sur mer lui est désormais très supérieure. Rome, depuis 202, n'a jamais cessé de progresser en Méditerranée, alors que Carthage, qui a perdu toute sa puissance coloniale n'a fait que se rétablir sur son étroit domaine terrestre en Afrique, la chôra. Quelle que soit la prospérité retrouvée de la ville, Rome dispose de plus d'argent, d'hommes et de bateaux que sa rivale. Presque au même moment, elle intervient de l'autre côté de la Méditerranée dans une quatrième guerre contre la Macédoine. Rome est en mesure de faire face à deux guerres sur des théâtres d'opération éloignés l'un de l'autre, au contraire de Carthage, sa rivale déclassée.
À l'assemblée, le parti de la paix l'emporte facilement. Une ambassade part pour Rome, chargée d'annoncer une soumission totale. En pleine détresse morale, les Puniques acceptent de se livrer à Rome, laquelle va dès lors obtenir d'eux tout ce qu'elle désire, sans rien leur promettre sur leur sort. Dans un premier temps, le Sénat commence par demander aux représentants de la cité rivale la livraison de 300 otages, pris parmi les fils et filles de bonnes familles et leur indique que les consuls leur communiqueront la décision suivante. Les enfants sont embarqués au milieu de scènes déchirantes. Les consuls, de leur côté, décident de prendre leur temps. Lorsque la flotte est prête, ils choisissent finalement d'embarquer et de porter la guerre en Afrique. La ville d'Utique, pourtant punique, mais rivale de Carthage et parfaitement consciente de l'inégalité du rapport des forces, se rallie ostensiblement et ouvre son port. L'armée romaine, une fois à terre, établit son camp au même emplacement de celui de Scipion l'Africain en 204, le vainqueur de la deuxième guerre punique.
À Carthage, c'est la stupeur. Une nouvelle ambassade se rend directement auprès des deux consuls qui présentent une deuxième exigence : la livraison des armes. Carthage doit leur remettre 200 000 armures, 2 000 catapultes et tous ses vaisseaux. Ils obtiennent immédiatement satisfaction, et une longue file de chariots relie Carthage à Utique. Carthage se retrouve complètement désarmée et ne représente plus aucune menace pour Rome. C'est alors que les consuls formulent une troisième demande. Dans un grand discours, Censorinus rappelle d'abord les « torts » de Carthage, puis il donne une leçon de morale. Il reprend un lieu-commun général dans la pensée antique : le thème de la supériorité de la terre sur la mer, de l'agriculture sur le commerce. Sous-entendu, des Romains qui se définissent volontiers comme des paysans, face aux Carthaginois qui ont une tradition de marins et de commerçants. En conséquence, il annonce une décision prise dans l'intérêt même de ses interlocuteurs assure-t-il : la ville, dont les habitants ont été vaincus et désarmés, doit être abandonnée et reconstruite à l'intérieur des terres, à une quinzaine de km du littoral. Censorinus, qui entoure ses exigences de multiples précautions oratoires, promet en échange de respecter les tombeaux et les temples de la cité abandonnée et garantit la liberté de la population…
Lorsque ce discours est connu à Carthage, il est jugé absolument inacceptable et provoque une explosion de fureur populaire dont sont victimes les sympathisants du parti de la paix. Les plénipotentiaires qui se sont fait duper sont massacrés. Les partisans de la soumission et les Italiens présents subissent le même sort. Toutes les discussions sont rompues. Le Sénat de Carthage n'a plus le choix : à son tour, il déclare la guerre à Rome. Il a enfin compris ce que veut son adversaire – la perte totale de la cité – mais il est trop tard : il a eu le tort d'accepter un désarmement unilatéral.

## Le sursaut de Carthage (149-148)

### La mobilisation générale d'une ville sans alliés

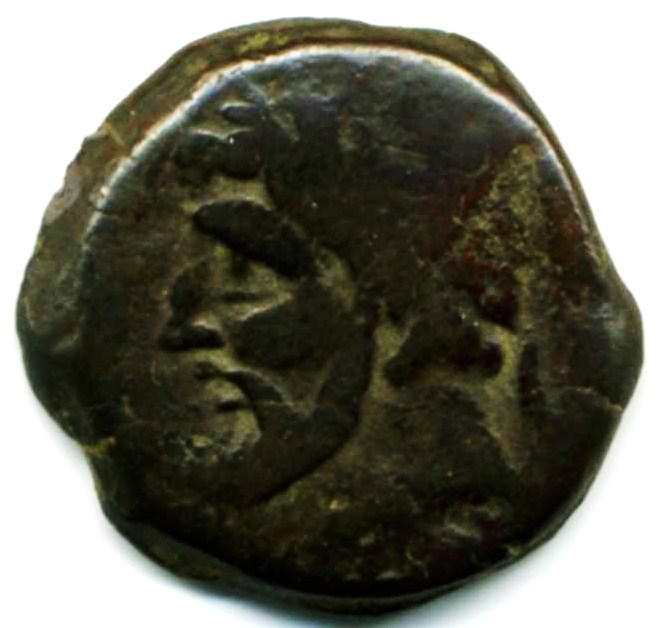
Le roi numide Massinissa sur une monnaie. La Numidie, malgré son hostilité traditionnelle à Carthage, reste neutre dans le conflit, ce qui facilite la défense de la ville, alors que celle-ci est très isolée.

Carthage doit dans l'urgence se réarmer et se réorganiser pour résister. Le parti de la guerre, maintenant aux commandes, prend des décisions énergiques. Il confie le commandement militaire dans la ville à un Hasdrubal, petit-fils du roi numide Massinissa, et dans la campagne à un autre Hasdrubal qui s'était fait remarquer les années précédentes par ses qualités de soldat : Hasdrubal le Boétharque. Hasdrubal décrète la mobilisation générale, de l'économie et des hommes. Il réquisitionne même les esclaves, preuve que la situation parait désespérée : en effet, on ne les mobilise normalement jamais. Dans la pensée antique, on les estime le plus souvent indignes et incapables de porter les armes (Rome, aux pires heures de la deuxième guerre punique, y avait eu aussi brièvement recours). Tous les ateliers se mettent au travail ; les particuliers se mettent à fabriquer du matériel de guerre dans leurs demeures et, au cours de l'été 149, la production quotidienne bat tous les records : 140 boucliers, 300 épées, 500 lances et 1 000 projectiles de catapultes. Dans le même temps, les remparts sont remis en état.
Les chefs militaires élaborent une stratégie défensive pour faire face aux deux consuls, qui, sans hâte, viennent mettre le siège devant la ville. Un premier assaut est repoussé sans peine. La ville semble imprenable. Située sur une presqu'île, Carthage est protégée côté mer, par des falaises escarpées et côté terre par des abords accidentés ou marécageux. À ces défenses naturelles s'ajoutent une enceinte longue de 32 km qui, lorsqu'elle traverse l'isthme – cette bande de terre située entre le lac de Tunis et la mer – déploie trois lignes de défense : un fossé, une palissade et un haut mur flanqué de tours. Enceinte qui va devenir, selon le mot de Serge Lancel, « le véritable héros de ce long siège ». Intégrés au rempart épais de 8,8 m, il y a des écuries pour 300 éléphants de guerre (non présents au moment où commence le siège) et pour 4 000 chevaux, avec des greniers et des logements pour 24 000 soldats. Selon Yann Le Bohec, « cet extraordinaire ensemble de bâtiments, probablement sans exemple autour de la Méditerranée, montre bien le génie des architectes puniques en matière de poliorcétique ».
Les consuls, qui comprennent que les opérations vont se prolonger, établissent chacun leur camp. Manilius place ses quartiers sur l'isthme qui sépare Carthage de Tunis, Censorius sans doute près de l'ancien aéroport de Khérédine, puis près de la plage du même nom, sur le cordon littoral. Pour leur faire pièce, Hasdrubal le Boétharque rassemble une importante armée de secours à Néphéris, site qui se trouve à une trentaine de km au sud-est de Carthage. De là, il harcèle les communications et les arrières des Romains. Dans la ville, un excellent général de cavalerie, Hamilcar (ou Himilcon) Phaméas, reçoit pour mission d'effectuer des sorties contre les assiégeants. Plusieurs groupes de légionnaires se font surprendre et massacrer dans diverses embuscades. Des tours d'assaut sont incendiées lors d'opérations nocturnes. Avec l'été, les marécages de l'isthme deviennent putrides et beaucoup d'hommes sont touchés par les fièvres. Rien qui permette de dire cependant, que les Romains soient « pris entre deux feux » et sérieusement menacés, malgré la médiocrité militaire des deux consuls et les épidémies.
Alors que la situation militaire semble bloquée, la situation diplomatique de la ville se dégrade avec la défection de toute une série de cités puniques. Si Hippo Diarrhytus (Bizerte), Aspis (Kelibia) et Neapolis (Nabeul) restent fidèles à Carthage, la protégeant par le nord-ouest et le sud-est, d'autres villes, et non des moindres suivent l'exemple d'Utique. C'est ainsi que par crainte ou intérêt, où les deux à la fois, les ports de Byzacène, d'Acholla (Henchir Botia), Thapsus (Ras Dimasse), Leptiminus (Lemta) et Hadrumète (Sousse) se rangent aux côtés des Romains. Les causes de ce changement de camp sont multiples et se complètent : il y a le souvenir d'une dure concurrence économique, un probable désir d'affranchissement et aussi une lucide appréciation du déséquilibre militaire en faveur de Rome. Face à ce dramatique isolement, ne reste à Carthage qu'une seule satisfaction : la puissante Numidie, qui enserre par le sud tout le territoire de la ville, ne bouge pas. Le vieux roi Massinissa (85 ans passés), pourtant adversaire acharné de Carthage depuis la deuxième guerre punique mais comprenant que sa proie lui échappe, juge inutile de s'engager dans le conflit pour le seul profit de Rome.

### «Le mieux de la mort»
« Une tradition populaire veut que les grands malades, avant de mourir, bénéficient d'un rétablissement passager. Pour Carthage, cette amélioration correspondit à l'année 148 » note l'historien Yann Le Bohec. Ce « mieux de la mort » se manifeste même un peu avant, au vu des cuisants échecs que subissent les légions dans l'arrière-pays. Le consul Manilius, qui cherche à détruire la base de Néphéris, manque de peu de perdre son armée dans une contre-attaque carthaginoise. Il n'évite l'anéantissement que grâce au courage et à l'intelligence d'un tribun déjà très populaire dans l'armée : Scipion Émilien, lequel repousse tous les assauts, en particulier ceux de la cavalerie de Phaméas.
Du côté des peuples africains arrivent aussi de bonnes nouvelles. La mort de Massinissa, survenue au début de l'année, ne modifie pas le rapport de forces : ses héritiers choisissent de poursuivre sa politique de quasi neutralité. Massinissa a pourtant fait des Romains ses exécuteurs testamentaires en la personne de Scipion Émilien. Celui-ci, prudent, ne désigne pas un héritier unique parmi les trois fils de Massinissa, mais partage l'administration numide en trois, chacune des parties allant à un des princes. L'absence de partage territorial évite l'affaiblissement de la Numidie et écarte les risques de guerre civile entre les héritiers, mais tend à paralyser le royaume. Les nouveaux rois observent un prudent attentisme, sans doute pour les mêmes raisons que celles qui avaient inspiré leur défunt père. Quoi qu'il en soit, un courant de sympathie se manifeste peut-être en Afrique pour la cité punique : des cavaliers numides font défection et viennent se ranger sous les ordres de Phaméas, ce qui provoque un vif soulagement à Carthage. Les Maures également envoient des renforts. Après l'assassinat d'Hasdrubal petit-fils de Massinissa, Hasdrubal le Boétharque vient assumer le commandement suprême dans la cité assiégée.
Dans celle-ci, non seulement la situation s'améliore, mais celle des Romains se détériore. Le nouveau consul, Calpurnius Piso attaque Kelibia et Bizerte. En vain. En face de Carthage, les légionnaires ne réussissent pas, malgré leurs efforts, à combler le fossé qui barre l'isthme ni à s'emparer du rempart. Alors que l'indiscipline commence à miner les forces romaines, le moral des Carthaginois remonte au point que l'optimisme se met à régner dans la capitale africaine. Une embellie de quelques mois qui cesse brutalement en 147 avec l'arrivée de Scipion Émilien.

## La guerre de Scipion Émilien (147-146)

### L'ascension de Scipion vers le commandement suprême
Scipion Émilien avait débarqué en -149 avec les forces commandées par les consuls Manius Manilius et Marcius Censorinus et guerroyé plusieurs mois sous leurs ordres. Il s'était illustré en sauvant les légions lors de l'attaque malheureuse contre le camp de Néphéris et multipliait les actes de courage, avec d'autant plus d'effets qu'il était doté d'un solide coup d'œil militaire. Sa réputation n'avait cessé de grandir dans l'armée; de plus, excellent propagandiste de sa cause, il savait se mettre en valeur dans toutes les occasions pour augmenter sa popularité. À Rome, son prestige grandissait auprès de la plèbe au fur et à mesure que le siège se traînait. C'était aussi un bon négociateur, ce qui explique pourquoi Massinissa avait fait de lui son exécuteur testamentaire. Entré en contact avec Phaméas, il avait littéralement réussi à le retourner. Le chef punique avait abandonné sa cité pour passer dans le camp romain avec 2 200 cavaliers. Pour Carthage, c'était un coup très rude qui montrait la précarité de son redressement.
Au début de l'année -148, Scipion rentre à Rome accompagné de Phaméas et annonce qu'il brigue une magistrature relativement modeste : l'édilité. À 38 ans, il ne peut de toute façon pas poser sa candidature à une charge plus élevée. Mais Scipion est très populaire et c'est aussi un excellent politique. Il sait s'appuyer sur la plèbe – aidé en cela par son immense fortune – pour se faire élire à un poste plus élevé malgré l'avis contraire des patriciens (dont il fait pourtant partie). Outre ses qualités militaires, il passe pour être tempérant, généreux et sincèrement pieux. Malgré son âge, les comices, enthousiastes, le désignent pour le consulat ; et, malgré la loi qui veut que les provinces soient tirées au sort, les citoyens lui confient l'Afrique.

### Le retournement de la situation militaire

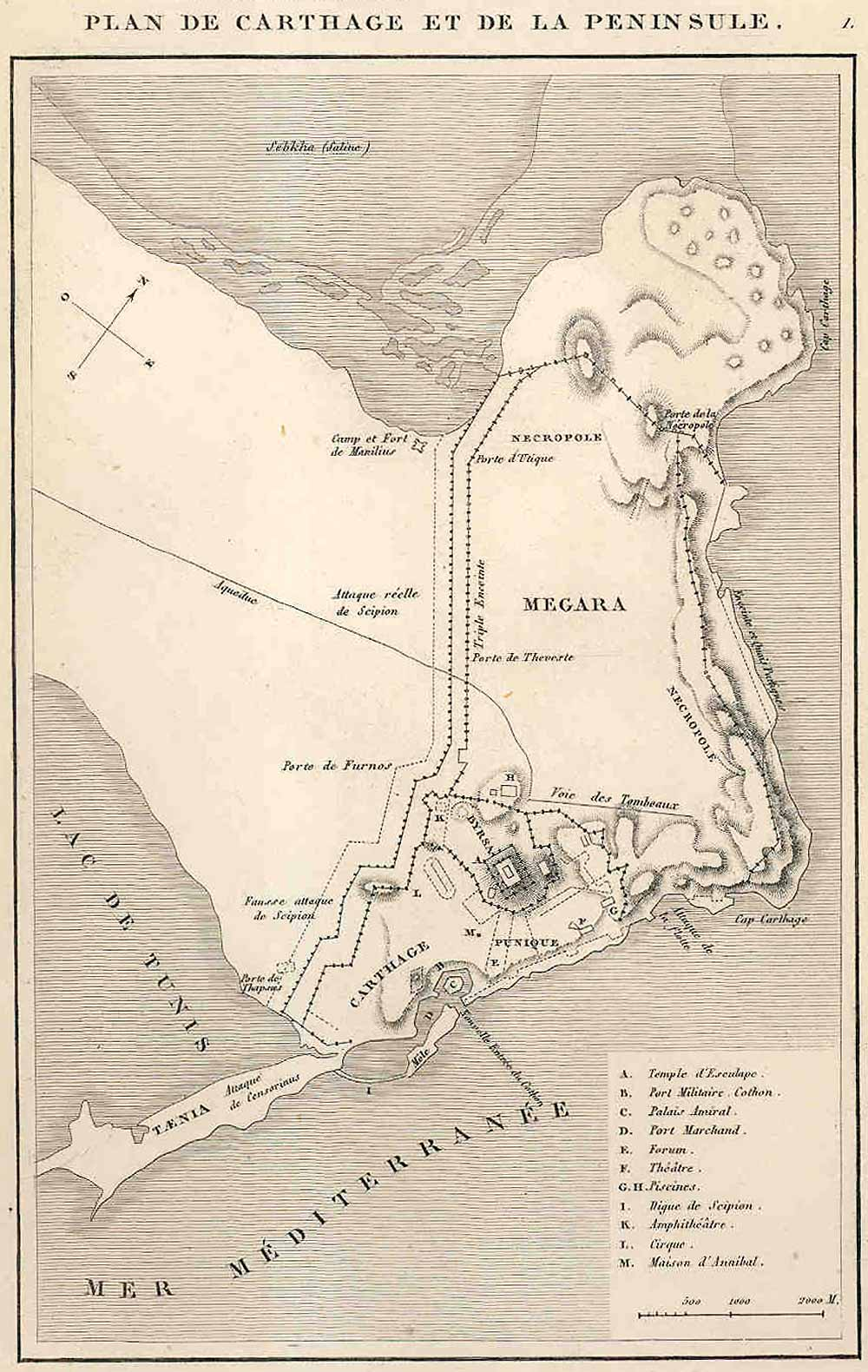
Plan du siège de Carthage selon une carte du milieu du XIXe siècle. Pour isoler la ville, Scipion Émilien doit bâtir, côté terre, un retranchement de 4.5 km, et côté mer, une large digue pour obturer le port.

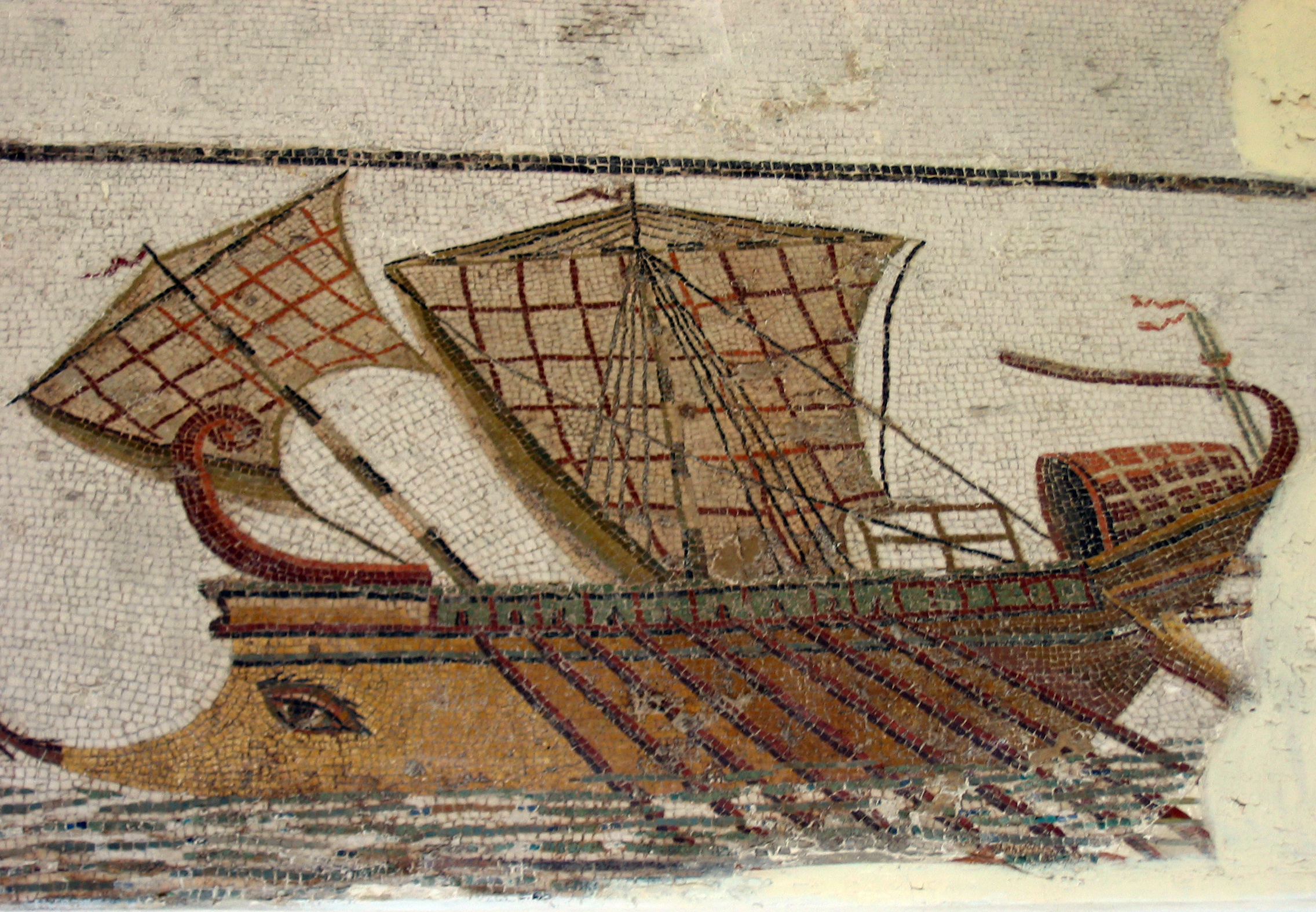
Navire de guerre romain. Pour tenter de rompre le blocus, les Carthaginois ouvrent une deuxième sortie dans leur port de guerre, mais la flotte romaine repousse par deux fois leurs attaques.

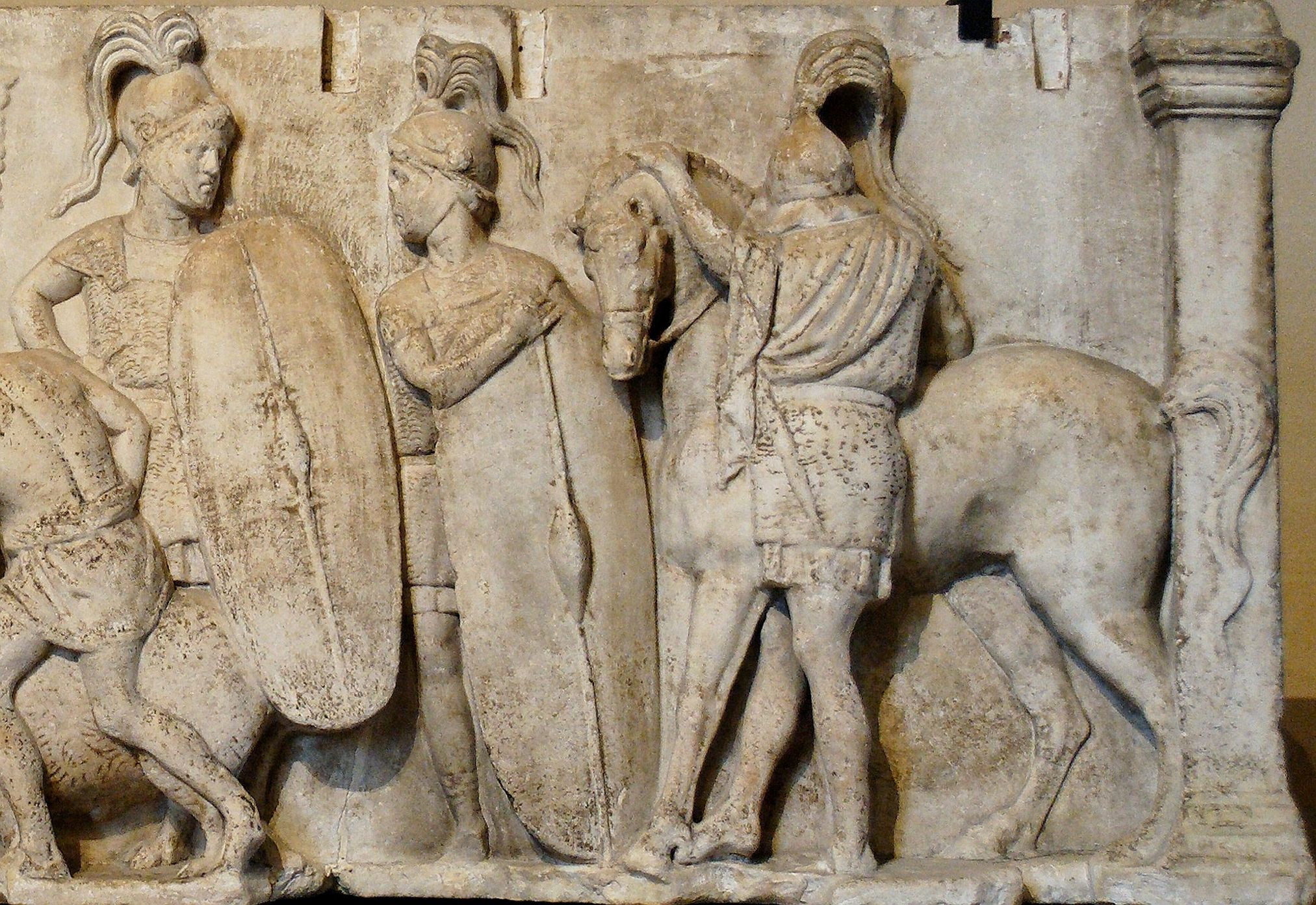
Légionnaires et cavalier romain au Les cruautés commises par les Carthaginois contre les prisonniers romains donnent au conflit un caractère « inexpiable ».

Au printemps de l'année -147, Scipion Émilien revient sous les murs de la ville assiégée. À bien des égards, le siège est à reprendre, voire à commencer. Dans l'urgence, il faut remobiliser les hommes dont le moral et la discipline se sont fortement altérés après des mois d'échec. Le consul fait un grand discours devant les légions pour leur redonner confiance : « Je ne suis pas venu pour voler, mais pour vaincre » lui fait dire l'historien Appien. Dans la mentalité antique, faire du butin, ce n'est pas voler, c'est le produit normal de la victoire accordée par les dieux, victoire que Scipion compte bien offrir à Rome et à ses hommes.
Joignant l'acte à la parole, il rétablit immédiatement une opération militaire mal engagée par un légat nommé Mancinus. Celui-ci a tenté un débarquement vers le nord de la ville assiégée, près de Sidi Bou Saïd ou vers La Marsa, en escaladant les falaises. L'entreprise manque de tourner au désastre et la situation n'est rétablie de justesse que grâce à l'intervention de Scipion Émilien. Ayant sauvé son légat, Scipion tente alors une manœuvre analogue à celle que ce dernier vient de rater. Il organise un débarquement, sans doute au Djebel Khaoui, ce qui est assez loin du cœur de la ville. Les Romains, au nombre de 4 000, réussissent à percer les défenses puniques, mais ne se maintiennent pas à l'intérieur de la ville, soit qu'ils en aient été chassés, soit que leur général ait jugé la position difficile à tenir, ou encore qu'il ait seulement voulu tester les défenses ennemies avec ses propres troupes. De toute façon, avec seulement 4 000 hommes, Scipion n'est pas en mesure d'investir un périmètre aussi immense que celui de Carthage. L'opération se réduit donc à un gros coup de main.

Il faut isoler complètement la ville qui depuis presque deux ans n'a jamais cessé d'être ravitaillée depuis son arrière-pays. Or Scipion connaît très bien l'art des sièges, la poliorcétique, grandement développée depuis le IVe siècle par les souverains hellénistiques successeurs d'Alexandre le Grand. Lors des deux précédentes guerres puniques, les consuls avaient déjà mené des sièges gigantesques et interminables. Un vieux précepte romain précise même qu'une guerre se gagne davantage avec la pioche qu'avec l'épée. En vingt jours et vingt nuits, il fait construire des fortifications qui barrent le passage situé entre le lac de Tunis et la Sebkha de l'Ariana. Appien en a laissé une description précise et admirative : 
«  Maître de tout l'isthme, il [Scipion Émilien] fit creuser une tranchée d'un bord de la mer à l'autre, séparée de l'ennemi par la distance d'un jet de javelot… sur un front de 25 stades (4,5 km). Quand cette tranchée fut finie, il en fit creuser une autre de la même longueur, à courte distance de la première, regardant vers l'intérieur des terres. Il en fit alors faire deux autres, à angle droit avec les précédentes, de façon que le fossé dans son ensemble dessine un rectangle, et il les fit tous équiper de pieux pointus. En plus des pieux, il fit aussi garnir les fossés de palissades, et le long de celui qui se trouvait face à Carthage, il fit construire un mur de 25 stades de long et de 12 pieds (3,6 mètres) de haut, sans compter les merlons et les tours qui surmontaient le mur à intervalles réguliers. »
 La route terrestre coupée, ne reste plus aux Carthaginois que la route maritime. Malgré la présence de la flotte romaine, ils réussissent, à chaque fois que souffle un vent assez fort, à faire entrer dans le port de commerce des bateaux à voile chargés de vivres en prenant de vitesse les lourds vaisseaux romains manœuvrés à la rame. Scipion doit aussi obturer le port. En avant de celui-ci se trouve une petite avancée de terre dans la mer, la Tænia, hors de l'enceinte de la cité et sur laquelle campe l'armée romaine depuis 149. À partir de là, Scipion jette une digue de 96 pieds (28,8 m) de large à la base et de 24 pieds (7,2 m) au sommet qui barre progressivement l'accès au port. Carthage se retrouve coupée du monde.
La question des approvisionnements se pose aussitôt. La famine fait son apparition et frappe d'abord les civils, ce qui entraine de graves conséquences politiques. Le pouvoir se radicalise. Les démocrates les plus jusqu'au-boutistes réussissent à imposer leurs vues, et Hasdrubal le Boétharque, par conviction ou par lâcheté, pour leur plaire, leur emboite le pas. Il fait supplicier les prisonniers romains au sommet des remparts, sous les yeux de leurs compatriotes impuissants. Cependant, compte tenu de la situation militaire de Carthage au moment des faits, il semble bien que les Puniques aient commis l'irréparable. Appien rapporte l'évènement quatre siècles après avec force détails : 
« Avec des outils de fer, [Hasdrubal] leur fait arracher les yeux, la langue, les tendons, les organes sexuels ; aux uns, il fait lacérer la plante des pieds, aux autres couper les doigts. Il les fait jeter encore vivants du haut des remparts. »
 Il convient de préciser ce qu'est alors la mentalité collective du temps, surtout celle des soldats, et qui éclaire le comportement des Romains dans la suite du siège : « il ne faut peut-être pas chercher ailleurs que dans ces cruautés l'explication de l'acharnement mis par Scipion Émilien et ses hommes lors de la destruction de Carthage. Ces supplices inutiles changèrent le but de guerre qui leur avait été fixé : il ne s'agissait plus seulement de détruire Carthage en tant qu'État, en tant que puissance, mais d'anéantir physiquement la population de la ville. La clémence était devenue impossible » (Yann Le Bohec). Les extrémistes carthaginois, qui savent parfaitement ce que leurs actes de cruauté vont avoir comme conséquence sur le comportement des Romains, ont joué le sort de leur cité à quitte ou double. Cette guerre qu'ils n'ont jamais eu les moyens de gagner devient maintenant « inexpiable ».
La lutte n'est cependant pas encore terminée. Avec l'énergie du désespoir, les Carthaginois tentent de rompre le blocus. Avec ce qui reste de bois dans la ville, une flotte est construite en un temps record. Puisque la sortie normale des ports, qui se trouve à l'extrémité du port de commerce est fermée, ils percent une autre issue pour leur flotte à l'est, menant directement du port militaire à la mer. Pour les Romains, dont beaucoup de marins ont été débarqués pour participer au siège, la surprise est complète. Ils ignoraient totalement la présence de ce port de guerre construit en secret sans doute peu de temps avant le conflit. Mais les Carthaginois, du fait des insuffisances de leur amiral, ne parviennent pas à exploiter l'effet de surprise. Un premier combat est indécis. Une deuxième rencontre aboutit à une défaite, durant l'été 147. Même pris au dépourvu, les Romains conservent leur supériorité navale acquise pendant la première guerre punique. « L'empire de la mer » de Carthage n'était plus qu'un lointain souvenir.
« delend
a est Ca
rthago »

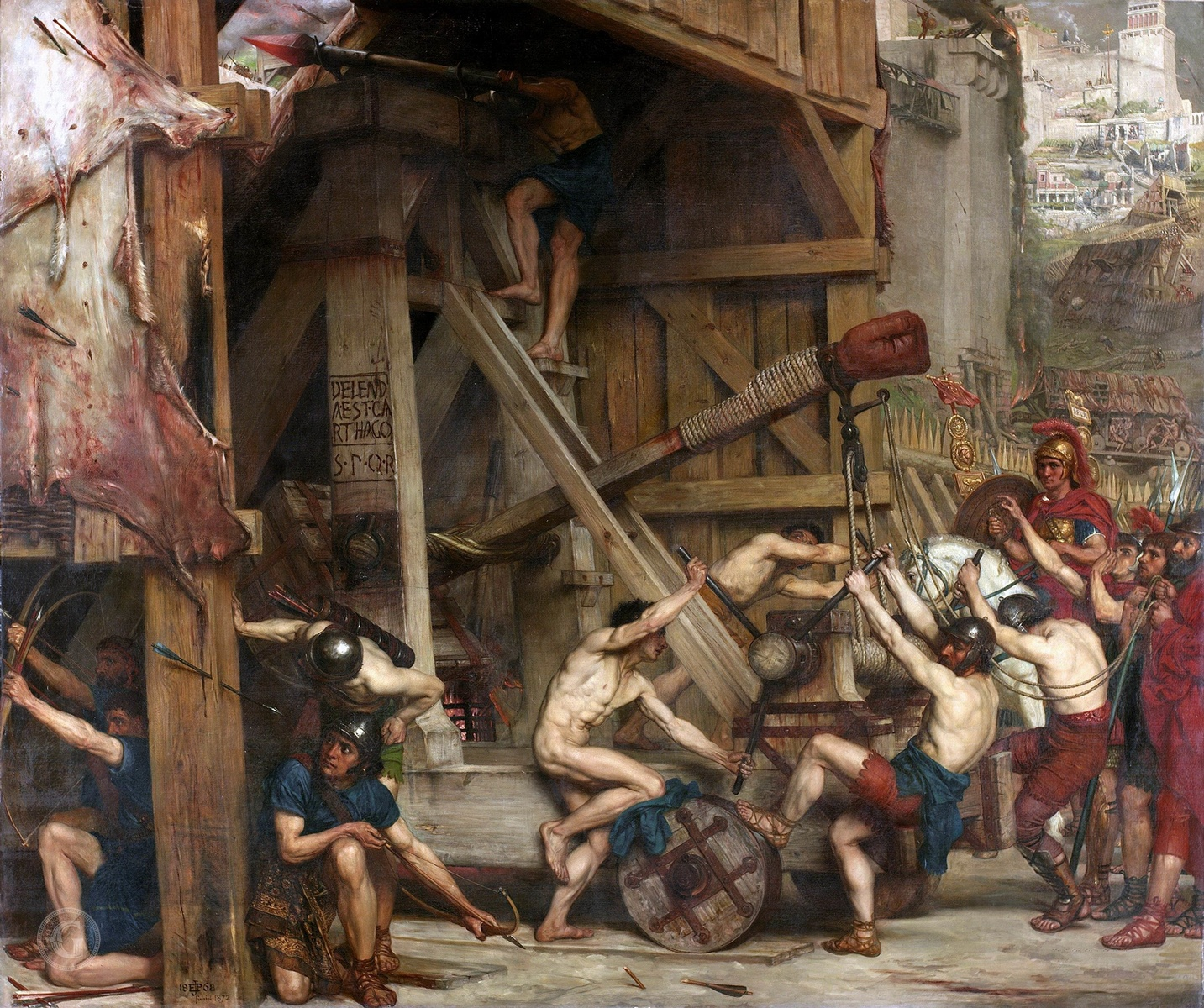
La Catapulte, peinture d'Edward Poynter, 1868. Sur la machine de guerre, les mots de Caton l'Ancien sont gravés :

Scipion fait cerner la nouvelle sortie par sa flotte et concentre ses efforts sur la zone des ports. Il occupe le terre-plein gagné autrefois sur la mer à l'entrée du port de commerce et qui est maintenant relié au camp romain de Tænia par la digue précédemment construite. De là, il installe des machines de guerre pour commencer à détruire le mur de mer. Avec beaucoup de courage, les soldats puniques lancent une véritable contre-attaque suicide. Indifférents aux coups qui leur sont portés, ils atteignent le terre-plein à la nage et réussissent à incendier les béliers. Les Romains, cependant, se maintiennent sur la position, même si les tentatives d'assaut cessent pour un temps.
Avant de reprendre l'offensive contre la cité, Scipion Émilien veut liquider tout ce qui pose encore problème sur ses arrières. Il commence par défaire une troupe de renfort arrivée de Mauritanie. Puis il se tourne vers le camp de Néphéris où stationne une troupe de 80 000 hommes. Que cette force considérable n'ait pas tenté d'engager une grande bataille pour briser le blocus de la ville en dit long sur la crainte inspirée par les légions. C'est donc Scipion qui prend l'initiative et réussit à anéantir l'armée de Néphéris, contrainte à la capitulation. Les Libyens, dans le même temps, font leur soumission. Cette série de succès stratégiques obtenus pendant l'hiver 147-146 achève d'ôter tout espoir de secours aux Carthaginois. La situation dans la ville est telle qu'une série de défections frappe le plus haut niveau de l'État. Les aristocrates, plus modérés que la plèbe, ne partagent pas le jusqu'au-boutisme de ses chefs, et les officiers apprécient avec plus de justesse la situation militaire, au point qu'il est difficile, dans ces conditions, de parler de trahison de leur part.
Après le départ de Phaméas, c'est au tour d'Hasdrubal le Boétharque de chercher une échappatoire. Voyant que la situation des siens est sans issue, il songe à négocier, mais seulement pour son compte personnel. Comme il n'ose pas s'adresser directement à Scipion Émilien, il le fait contacter par l'intermédiaire du prince numide Gulussa, l'un des fils du défunt Massinissa. Celui-ci accepte la mission, ce qui prouve au passage que des porteurs de dépêche audacieux pouvaient encore franchir les lignes romaines. D'habitude, les généraux romains accueillent favorablement ce genre de requête car la défection d'un chef ennemi leur permet de sauver de nombreuses vies dans leurs propres rangs. Mais l'issue du conflit ne fait plus guère de doute pour les assiégeants. Scipion se borne donc à promettre la vie sauve et la libre disposition seulement d'une partie des biens. Hasdrubal renonce à son projet dans l'immédiat.

### L'assaut final

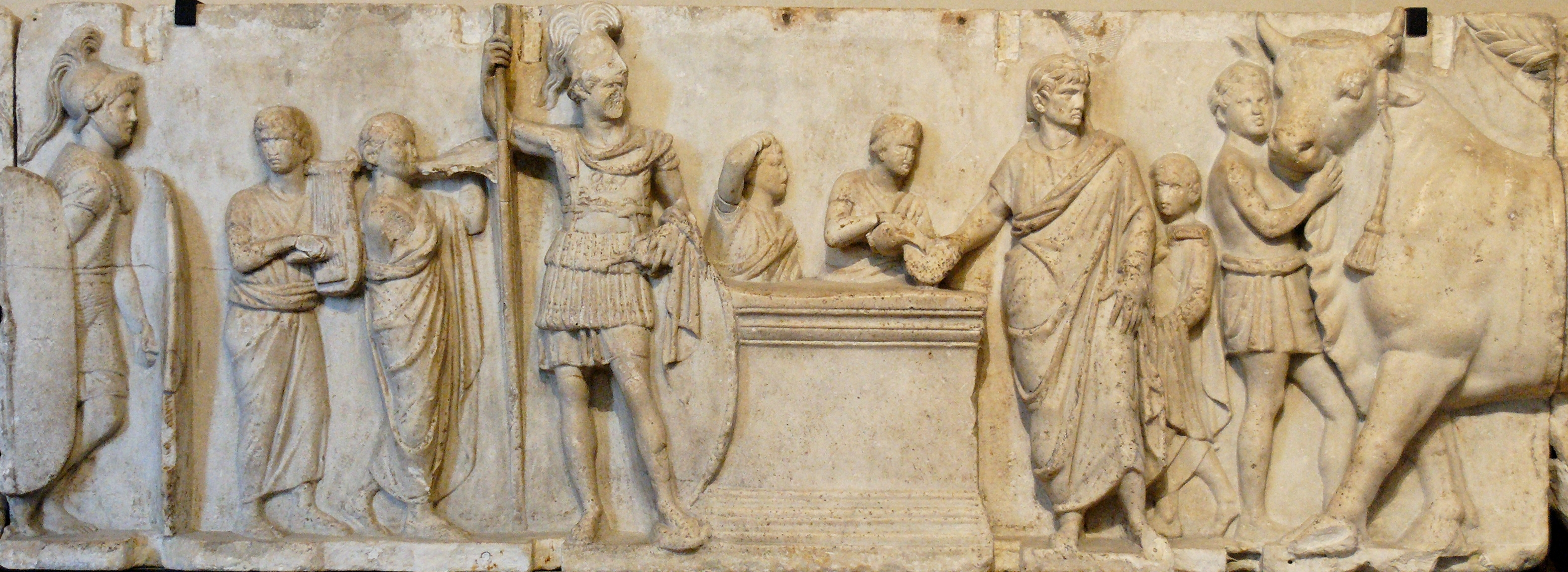
Bœuf mené au sacrifice devant des magistrats et des légionnaires. Avant de lancer l'assaut final, Scipion Émilien organise la cérémonie de levocatio pour inviter les dieux à abandonner Carthage. (Détail de l'autel de Domitius Ahenobarbus).

#### Carthage abandonnée des dieux
Au printemps 146, les Carthaginois, pressés par la faim et la fatigue, résistent de plus en plus difficilement. L'heure est venue de lancer l'assaut final. Mais avant de commencer les opérations, Scipion Émilien, Romain respectueux des usages religieux, organise une cérémonie rarement célébrée mais bien connue des historiens, l'evocatio, ou « appel ».
Devant les troupes et les murs de la ville, il s'adresse solennellement à tous les dieux de Carthage selon Macrobe, ou à la principale de leur divinité, Tanit, appelée Iuno en latin (Junon), selon Appien. Scipion leur promet un accueil chaleureux dans sa patrie, un temple, des sacrifices. L'incroyance n'existe pas à cette époque : à l'issue de la cérémonie, tous les participants sont persuadés que Carthage, abandonnée par ses dieux, ne peut plus résister. La ville est maintenant prête à être livrée sans retenue au fer et au feu des légions.

#### Le fer et le feu

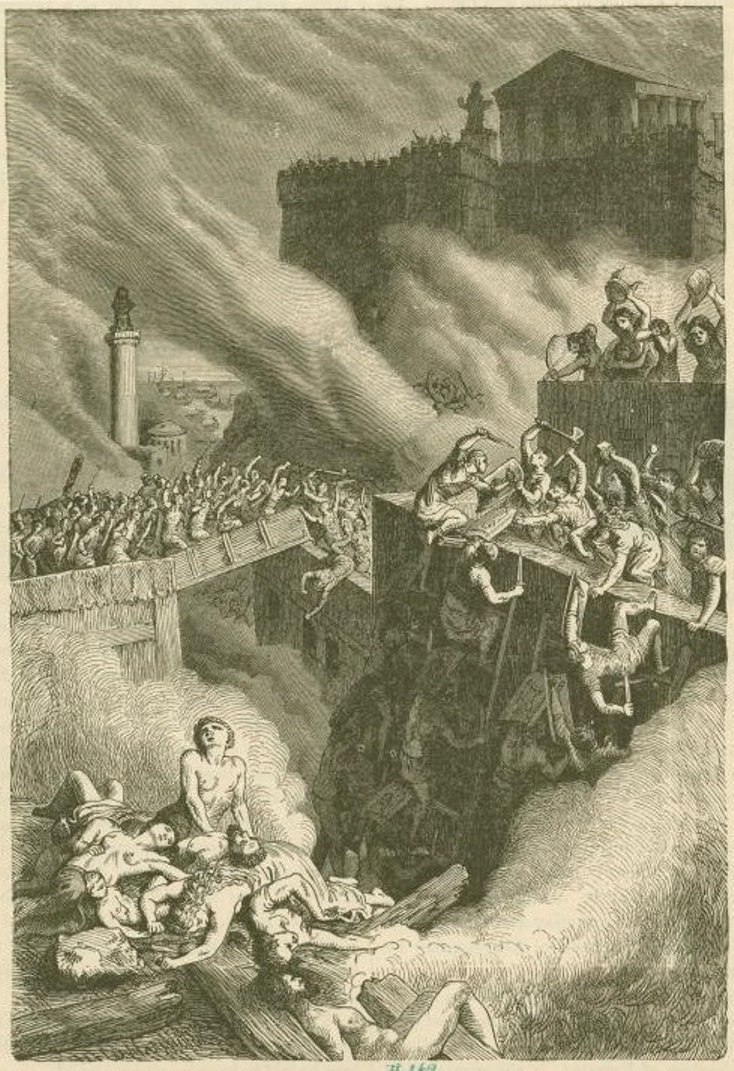
Assaut final sur Carthage. Il faut six jours et six nuits de combat de rue aux Romains pour arriver au pied de la colline de Byrsa. (Image du XIXe siècle).

L'assaut final s'engage au mois d'avril 146. Il est donné à partir du terre-plein conquis devant le port de commerce l'année précédente. Pour tenter de ralentir leur avance, Hasdrubal fait incendier le port de commerce. En vain. Repoussant leurs ennemis exténués par la faim, les Romains s'emparent aussi du port de guerre et débouchent sur la ville basse. De là, ils gagnent la place principale de la ville, l'agora. Au passage, ils commencent le pillage du « temple d'Apollon » en arrachant les feuilles d'or qui l'ornent à la pointe de l'épée.
L'étape suivante présente un très grand intérêt du point de vue de l'histoire militaire car elle décrit avec précision un combat urbain. Or les auteurs anciens ont très rarement décrit ce type d'engagement, qui, de nos jours encore, est extrêmement difficile et meurtrier. Les batailles de rues permettent aux défenseurs qui connaissent généralement bien le terrain, surtout s'il s'agit de « leur » ville, de porter des coups très durs aux assaillants. Les affrontements décrits par Appien montrent que les Carthaginois, « malgré leur faiblesse physique, malgré la faim, résistent avec un acharnement qui dément la légende de commerçants gras, lâches et paresseux » (Yann Le Bohec).
Les Romains doivent progresser de l'agora jusqu'au pied de la colline de Byrsa. Trois larges avenues, bordées d'immeubles de six étages, s'ouvrent devant eux. Chaque demeure, cependant, a été transformée en forteresse qu'il faut prendre l'une après l'autre jusqu'aux terrasses où les combattants puniques et leurs familles ont trouvé un dernier refuge. Les légionnaires avancent ruelle par ruelle et passent d'une terrasse à l'autre à l'aide de poutres et de planches. Au son des trompettes, les cohortes se relaient pour ne laisser aucun répit aux défenseurs. Personne ne se rend. Des terrasses, on lance sur les assaillants toutes sortes de projectiles. Devant tant d'acharnement, pour limiter leurs pertes, les Romains décident d'allumer un gigantesque incendie. Commencent alors une succession de scènes d'horreur : les hommes, les femmes, les enfants, les vieillards, plus ou moins gravement brûlés, tombent avec leurs maisons qui s'effondrent et sont écrasés sous les gravats. Dans les rues, la progression est gênée par la masse des morts et des blessés. Sans chercher à les différencier ni à faire attention à leur âge ou leur sexe, les Romains les attrapent avec des crocs et les trainent dans des fosses hâtivement creusées et comblées d'où dépassent ici et là un bras, une jambe qui remuent encore. La cavalerie romaine, qui se précipite sans tenir compte des corps qui n'ont pas encore été enlevés, défonce les crânes ou s'enfonce dans les entrailles à coup de sabot. Au bout de six jours et six nuits de combats de rues, les Romains sont au pied de la colline de Byrsa. La ville basse détruite par les flammes, le génie trace une unique avenue à travers les décombres. C'est alors que sont constatées les premières redditions. Elles touchent peut-être 55 000 personnes.
La colline de Byrsa est entourée d'un rempart, ce qui en fait une grande citadelle. D'après certaines sources, 50 000 personnes y auraient trouvé refuge. Chiffre sans doute exagéré, car la superficie de la colline, occupée par de nombreux monuments ne dépasse pas les 10 hectares et n'est donc guère en mesure de recevoir autant de monde. Quoi qu'il en soit, les Romains sapent méthodiquement la muraille et commencent l'investissement de la place. Très vite, il ne reste plus qu'un point de résistance : le temple d'Eshmoun qui constitue le cœur le plus sacré de Carthage. Outre les derniers défenseurs sous les ordres d'Hasdrubal le Boétharque, s'y sont réfugiés les transfuges romains ou italiens. Ils sont semble-t-il 900. Ils savent qu'ils n'ont absolument rien à espérer de Scipion, si ce n'est de choisir leur mort, par le combat ou par le suicide. C'est alors qu'Hasdrubal abandonne le dernier carré des défenseurs et passe aux Romains sur la seule promesse d'avoir la vie sauve. Le combat étant un moment suspendu, sa femme demande alors à parler. Elle s'adresse d'abord à Scipion Émilien pour lui donner ses vœux de salut car il ne fait qu'appliquer les lois de la guerre. Elle appelle ensuite la vengeance des dieux sur son mari, traître aux siens, à sa religion, à sa femme et à ses enfants. Puis, les transfuges incendient le temple d'Eshmoun et se précipitent dans le brasier accompagnés par la femme et les enfants du général carthaginois. Toute résistance a cessé. La ville est prise.

## Les suites du drame

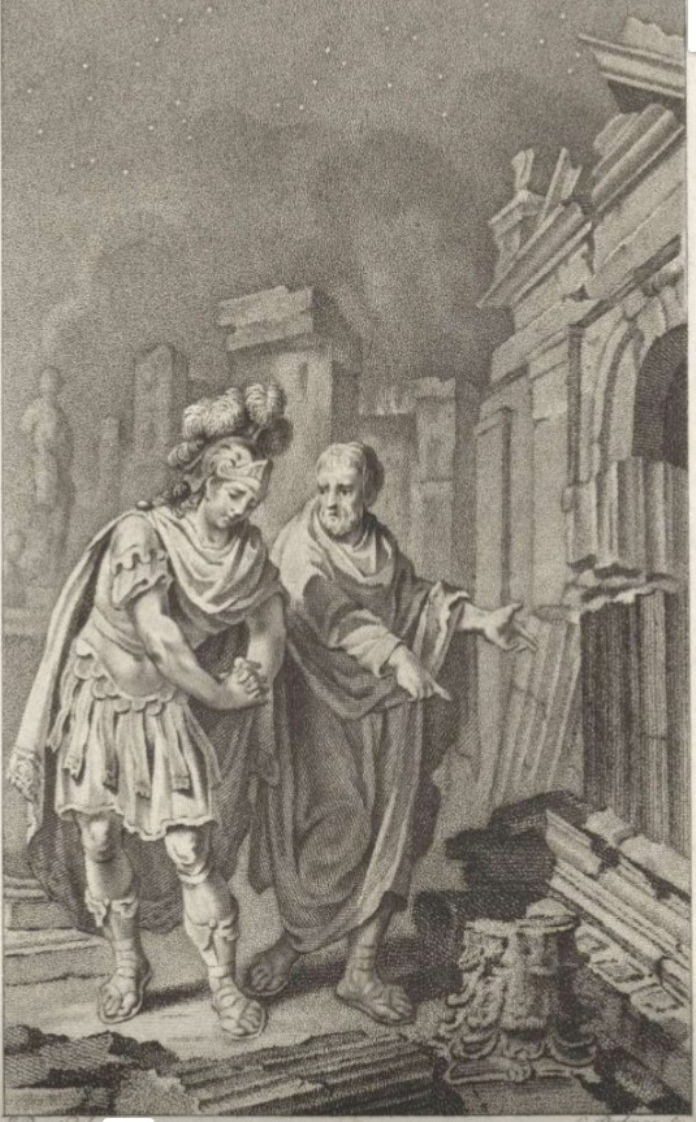
Scipion Émilien fait raser la ville et vendre les survivants. D'après Polybe, il est ensuite pris d'un moment de doute et s'interroge sur le destin de sa cité devant les ruines de Carthage. (Gravure du XVIII).

Séance au Sénat de Rome. Après la destruction de la ville, le Sénat transforme le territoire de Carthage en province romaine. Consacrée aux dieux souterrains, la ville restera à l'état de ruines jusque sous Auguste. (Tableau du XIX).

### La charrue et le sel?
Un messager s'en va porter la nouvelle à Rome, qui organise une grande fête. L'incendie qui a été allumé pour faciliter l'assaut ne s'achève qu'au dixième jour. Les auteurs anciens insistent sur la destruction complète, systématique et organisée de la ville. Les fouilles archéologiques confirment les faits, malgré quelques débats de spécialistes. Des siècles plus tard, certains auteurs ont soutenu que les Romains ont voulu stériliser le sol de Carthage en y répandant du sel et en y passant la charrue. Les sources anciennes, cependant, ne mentionnent aucun des deux procédés. L'arrosage au sel –outre son coût exorbitant– n'appartient pas aux traditions de la religion romaine. La légende du salage, reprise continuellement jusqu'à une période récente, a été inventée par l'historien byzantin Sozomène (au Ve siècle) et par le pape Boniface VIII (au XIIIe siècle). Le rite de la charrue, en revanche, existe bien, mais outre qu'il n'est pas attesté, la hauteur des murs conservés en certains points de la ville empêche d'y apporter foi. Ce qui est clairement mentionné, en revanche, c'est la deuotio aux dieux du sol et du sous-sol, Dis Pater, le maître des Enfers, Veiouis, une divinité très proche de la précédente, les Mânes, âmes des morts, Tellus, la Terre, ainsi qu'à Jupiter, qui règne sur le ciel et l'orage.
Avant que le feu n'ait tout ou presque détruit, Scipion Émilien fait enlever les œuvres d'art et les renvoie à leur lieu d'origine. Elles sont ainsi dispersées vers Rome, l'Italie, la Sicile et le reste de l'Afrique. En homme de lettres, Scipion sauve aussi le contenu des bibliothèques avant leur destruction, tout du moins celles qui n'ont pas brûlé pendant les combats, à moins que les (ou la) plus importantes bibliothèques n'aient été saisies au moment de la prise de l'agora, avant le début de l'incendie. Les livres sont partagés entre les princes numides. Ils se perdront peu à peu, au grand désappointement des historiens. Comme le veut le droit de la guerre, les soldats sont récompensés par le pillage de tout ce qui peut l'être. Au chapitre des bénéfices figure la vente de la population survivante qui s'est rendue avant l'assaut final sur la colline de Byrsa.
Polybe, présent au moment de la chute de la ville, raconte que devant l'étendue de sa victoire et des destructions, Scipion Émilien aurait ressenti un sentiment d'angoisse en remuant de sombres pensées au sujet de la destinée de sa patrie. L'imprenable Troie aussi était tombée. Les empires ne sont pas éternels, quelle que soit leur gloire et leur puissance. Ce moment de doute est cependant vite oublié : Scipion rentre à Rome pour y recevoir les honneurs d'un triomphe militaire, l'un des plus grands que la République ait accordés à l'un de ses généraux victorieux. Il devient un personnage politique de premier plan et reçoit le surnom d'« Africain » (Scipio Aemilianus Africanus) qu'avait déjà porté son grand-père d'adoption à la fin de la deuxième guerre punique. Sa carrière militaire se poursuivra en Espagne. Quant à Hasdrubal le Boétharque, qui est peut-être le seul Carthaginois à avoir sauvé sa vie et sa liberté, nous savons, par Polybe, qu'il s'installa en Italie où il vécut semble-t-il heureux.
Pour régler le destin du reste de l'Afrique punique, le Sénat désigne une commission de dix membres, prise en son sein, pour s'en occuper. Les villes qui s'étaient rangées du côté de Rome reçoivent la « liberté » et sont officiellement reconnues comme « cités libres ». En réalité, il ne s'agit que d'une autonomie interne pour prix de leur ralliement. Il s'agit d'Utique, d'Hadrumète ou Sousse, de Leptis Minus (Lemta), de Thapsus (Ras Dimasse), d'Acholla (Henchir Botria), de Theudalis (Hechir Aouan ?) et d'Usalla (Inchilla). Quant à Bizerte, dont les navires n'ont pas cessé de harceler les convois romains, elle partage le sort de Carthage à qui elle est restée fidèle jusqu'au bout : elle est rasée. Le reste du territoire, la chora de Carthage, qui représente un peu moins de 25 000 km2, reçoit le statut de province avec un gouverneur. Il devient officiellement ager publicus, c'est-à-dire propriété collective du peuple romain, prise de guerre. Une partie est réservée pour les besoins du vainqueur, une autre est vendue à des Romains qui doivent acquitter un impôt léger ou vectigal, et le reste est laissé à des paysans libres contre un impôt plus lourd, le stipendium. La frontière entre la Numidie et la nouvelle acquisition est matérialisée par un obstacle continu, la fossa regia, qui va approximativement de Tabarka à Mahdia en passant par Mactar. Ce faisant, le territoire de Carthage échappait définitivement aux fils de Massinissa, lequel avait longuement convoité le territoire punique de son vivant.

### Mort et renaissance, de la République à l'Empire
Les historiens discutent encore du comportement de Rome pendant ces trois années. Tout s'est passé comme si la République avait décidé, avant même l'engagement officiel des hostilités, et d'une manière ou d'une autre, de raser la ville. Par la diplomatie armée en 149 (discours du consul Marcius Censorinus), ou par la force des armes après le rejet des conditions romaines. En 1973, Jean-Paul Brisson, farouche défenseur de la cause punique, décrit le débarquement de Rome en Afrique comme celui de « hordes indo-européennes ». En 1977, François Decret parle de la troisième guerre punique comme de la « solution finale » au problème carthaginois, formule reprise en 1992 par Serge Lancel. L'historien Ben Kiernan y voit quant à lui le « premier génocide » de l'histoire. Plus mesuré, Yann Le Bohec préfère parler d'un « drame » qui aurait opposé, sur trois guerres totales étalées entre -264 et -146, deux cités conquérantes en Méditerranée. Rome est sortie victorieuse du drame et a détruit Carthage probablement parce qu'elle était convaincue que la simple existence de sa rivale, même déchue, restait une menace. D'où, selon Fabien Limonier, le « crime gratuit » de 146. Le débat n'est pas totalement clos. Erik Christiansen pense qu'il est impossible de dire pourquoi le dernier affrontement a éclaté…
Soixante-dix ans plus tôt, avec Hannibal, Rome avait bien failli être vaincue. L'évènement, s'il avait eu lieu, aurait bouleversé l'organisation politique de la Méditerranée occidentale avec des conséquences culturelles qui auraient affecté l'Europe actuelle car des régions comme l'Espagne, la Sicile, l'Italie et sans doute une partie de la France parleraient une langue sémitique au lieu d'une langue latine. L'Histoire en a décidé autrement. Dans l'immédiat pourtant, Rome ne tire pas un grand bénéfice de l'entreprise : l'Afrique n'est qu'une province de plus, « une pierre qui s'ajoute à un édifice encore en construction » (Yann Le Bohec). Le site de la ville est laissé à l'abandon pendant plus d'un siècle, jusqu'à ce qu'Octave, suivant en cela un souhait de son père adoptif Jules César (et d'une tentative encore plus ancienne de Caius Sempronius Gracchus), décide d'y installer 3 000 colons. Ainsi naît en 29 av. J.-C. la Colonia Julia Concordia Carthago qui achève d'ensevelir les ruines puniques dans de gigantesques travaux de terrassement pour construire un forum, une basilique judiciaire, des temples. La culture punique, pourtant, subsiste encore longtemps avec sa langue et ses dieux dont certains se mêlent aux divinités romaines. C'est le cas par exemple de Saturne-Baal Hammon qui est encore figuré pendant la période chrétienne. Très prospère sous l'Empire grâce au commerce du blé, la colonie romaine retrouve même les suffètes, ces magistrats municipaux mis en place au IIIe siècle av. J.-C.. Cette vitalité de la civilisation carthaginoise que les historiens appellent « néo-punique » n'est encore en 146 av. J.-C. qu'une « humble pousse » presque invisible sous le poids des ruines et de la victoire de Rome (Yann Le Bohec).